# Пожар у дискотеци Контраст у Новом Саду
Пожар у дискотеци Контраст у Новом Саду догодио се 1. априла 2012. године на углу Сентандрејског пута и Партизанске улице. Страдало је шест људи, а четворо њих је повређено.

## Опште информације
Пожар у кафићу избио је око 2 сата, а припадници ватрогасне бригаде Нови Сад добили су позив у 2.21, стигли на лице места за четири минута. Према речима Дарка Јоцића за Радио-телевизију Војводине, руководиоца акције спашавање и гашења пожара, спасилачке екипе су на лицу места затекле пожар у разбукталој фази и отворен прозор на крову зграде. Увиђај је завршен наредог дана у 12.30 сати, а претпостављало се да су неисправне инсталације испод бине изазвале пожар.
На лицу места живот је изгубило шест људи, док су на Клинички центар Војводине примљене две женске особе, Маја Благојевић (1983) и Невена Грбић (1986), обе из Новог Сада. Грбић је пребачена на Институт за кардиоваскуларне болести Војводине на одељење пулмологије, док је Благојевић задобила лакше телесне повреде.
Тадашњи градоначелник Новог Сада Игор Павличић истакао је да је према изјавама очевидаца у објекту било далеко више гостију од 350, колико је предвиђени максимум. Према речима тадашњег министра унутрашњих послова Републике Србије, Ивица Дачића, младићи и девојке су се угушили од дима. Дискотека се налазила на два нивоа, а до тоалета на гоњем нивоу водиле су изузетно уске степенице. Пожар је избио испод бине и веома се брзо ширио, покушали су да га угасе, али се противпожарни апарат није активирао.
Начелник Сектора за ванредне ситуације Министарства унутрашњих послова Републике Србије Предраг Марић изјавио је да је ова дискотека редовно контролисан објекат. Након истраге, утврђено је да су пожар изазвале електричне инсталације испод бине. Пожар је према речима сведока избио у тренутку када су плесачице на бини делиле прскалице посетиоцима. Пламен је прво захватио драперију и пластику, а након тога уследио сви су похрилили ка излазу, при чему је повређено неколико особа. Ватрена стихија захтавила је кров објекта, као и ресторан поред, који је претрпео велику материјалну штету.
Као кривци за ову трагедију, ухапшени и осуђени су власник дискотеке Алојз Ганић, закупци Славиша Станишић и Дејан Ратковић и електричар Мирослав Папуга.

## Жртве
- Марина Аничић (25. год) из Чуруга
- Тамара Миладиновић (25. год) из Новог Сада
- Милена Далмација (26. год) из Футога[10]
- Зоран Игњатовић (28. год) из Гацка
- Марко Павловић (29. год) из Крагујевца
- Ренато Вуковић (21. год) из Кикинде[11][12]

## Реакције
Градско веће Новог Сада прогласио је тродневну жалост због смрти шест младих људи, а у сали Скупштине града Новог Сада одржан је комеморативни скуп. Тадашњи ректор Универзитета у Новом Саду Мирослав Весковић истакао је да су жртве пожара „наша деца”, односно студенти Универзитета у Новом Саду : То су лица која памтим, деца која су имала сјајне каријере и како то увек бива, отишла су наша најбоља деца. Поносни смо што смо их имали..
Поводом трагедије, на територији Новог Сада проглашена је тродневна жалост, од 2. до 4. априла 2012. године.
Дана 2. априла 2012. на Тргу слободе и испред Градске куће у Новом Саду окупило се неколико стотина грађана, који су мирним протестом и паљењем свећа исказали жаљење за изгубљеним животима.
Од 2016. године поред места страдања налази се спомен-обележје погинулима у виду неупотребљивих противпожарних степеница.